# The Gentleman from America
The Gentleman from America er en amerikansk stumfilm fra 1923 af Edward Sedgwick.

## Medvirkende
- Hoot Gibson som Dennis O'Shane
- Tom O'Brien som Johnny Day
- Louise Lorraine som Carmen Navarro
- Carmen Phillips
- Frank Leigh som Don Ramón Gonzales
- Jack Crane som Juan Gonzales
- Robert McKenzie som San Felipe